# تقرير وارن

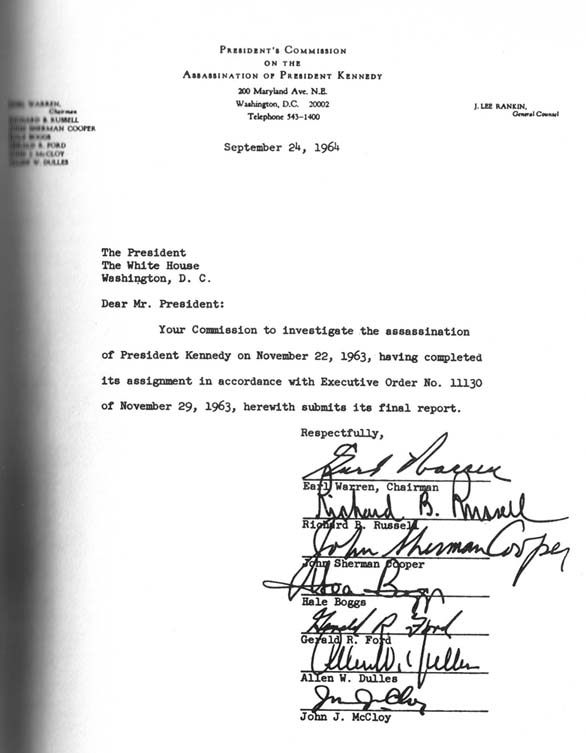
صورة لتقرير وارن

تقرير وارن هو موجز لأحداث ذات علاقة بمقتل الرئيس الأمريكي الأسبق جون كنيدي في دالاس بولاية تكساس بالولايات المتحدة، وذلك في 22 نوفمبر عام 1963. وقد أصدرت التقرير هيئة وارن التي توصلت إلى أن لي هارفي اوزوالد قام باغتيال الرئيس كنيدي بإرادته الشخصية، وذلك بإطلاق النار عليه بمفرده من الدور السادس من مبنى مستودع كتب لمدرسة تكساس. كذلك ذكر التقرير أن جاك روبي وبمبادرة شخصية قام باغتيال لي هارفي أوزوالد في 24 نوفمبر عام 1963 في سجن دالاس. ولم يجد التقرير دليلا على وجود مؤامرة تجمع بين أوزوالد وروبي، وانتقد مكتب الخدمات السرية، ومكتب التحقيقات الفيدرالي. وطالب بعمل إجراءات حماية أقوى في المستقبل. وقد عين الرئيس الأمريكي ليندون جونسون رئيس القضاة إيرل وارن، لرئاسة لجنة التقرير إضافة إلى أعضاء آخرين، وهم السناتور ريتشارد راسيل (ديمقراطي من جورجيا)، والسناتور جون كوبر (جمهوري من كنتاكي)، والنائب ت. هال بوكز (ديمقراطي من لويزيانا)، والنائب جيرالد فورد (جمهوري من ميتشيغان)، وألن دبليو دولز، الرئيس السابق لوكالة المخابرات الأمريكية، وجون جي. ماكلوي (المستشار السابق للرئيس كنيدي).
وقد عينت اللجنة في 29 نوفمبر 1963، حيث قامت خلال عشرة شهور بأخذ شهادة مالايقل عن 552 شاهدا. وقد اتُهمت اللجنة بأنها لم تأخذ على عاتقها التقصي الدقيق الكافي لاحتمال وجود تآمر.
وخلال السبعينيات من القرن العشرين، قامت لجنة خاصة بمجلس النواب بإعادة التحقيق في الأدلة، وتوصلت إلى نتيجة باحتمال وجود مؤامرة لاغتيال الرئيس كنيدي.

## الاجتماعات
اجتمعت لجنة وارن بشكل رسمي للمرة الأولى في 5 ديسمبر 1963، في الطابق الثاني من مبنى [الإنجليزية]الأرشيف الوطني في واشنطن العاصمة. أجرت اللجنة أعمالها في المقام الأول في جلسات مغلقة، ولكن هذه الجلسات لم تكن سرية.
يجب توضيح مفهومين خاطئين حول جلسة استماع لجنة وارن... كانت جلسات الاستماع مغلقة أمام الجمهور إلا إذا طلب الشاهد الذي مثل أمام اللجنة جلسة استماع علنية. لم يطلب أي شاهد، باستثناء شاهد واحد، جلسة استماع علنية... ثانيًا، على الرغم من أن جلسات الاستماع (باستثناء واحد) عُقدت بشكل خاص، إلا أنها لم تكن سرية. في جلسة الاستماع السرية، يُطلب من الشاهد عدم الإفصاح عن شهادته لأي طرف ثالث، ولا تُنشر شهادة الجلسة للاستهلاك العام. كان للشهود الذين مثلوا أمام اللجنة حرية إعادة ما قالوه لمن يشاؤون، وقد نُشرت "جميع" شهاداتهم لاحقًا في المجلدات الخمسة عشر الأولى التي أصدرتها لجنة وارن..

## الأعضاء

أعضاء لجنة وارن
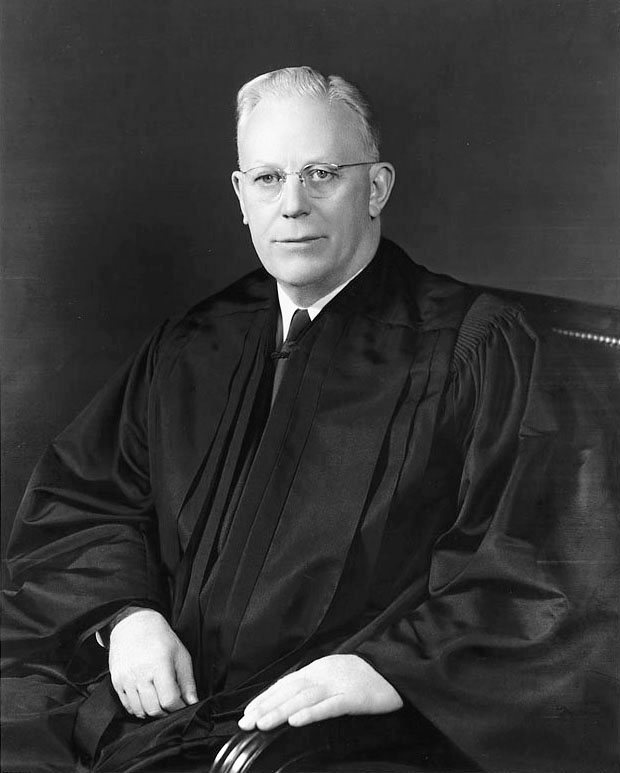
إيرل وارين
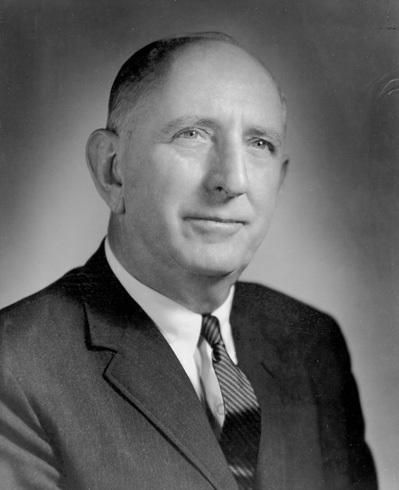
ريتشارد راسيل
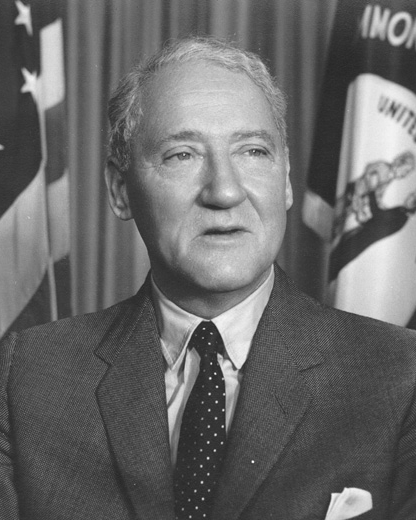
جون شيرمان كوبر
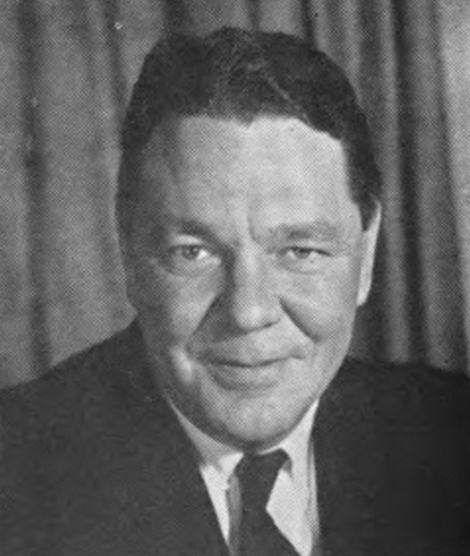
هيل بوغز
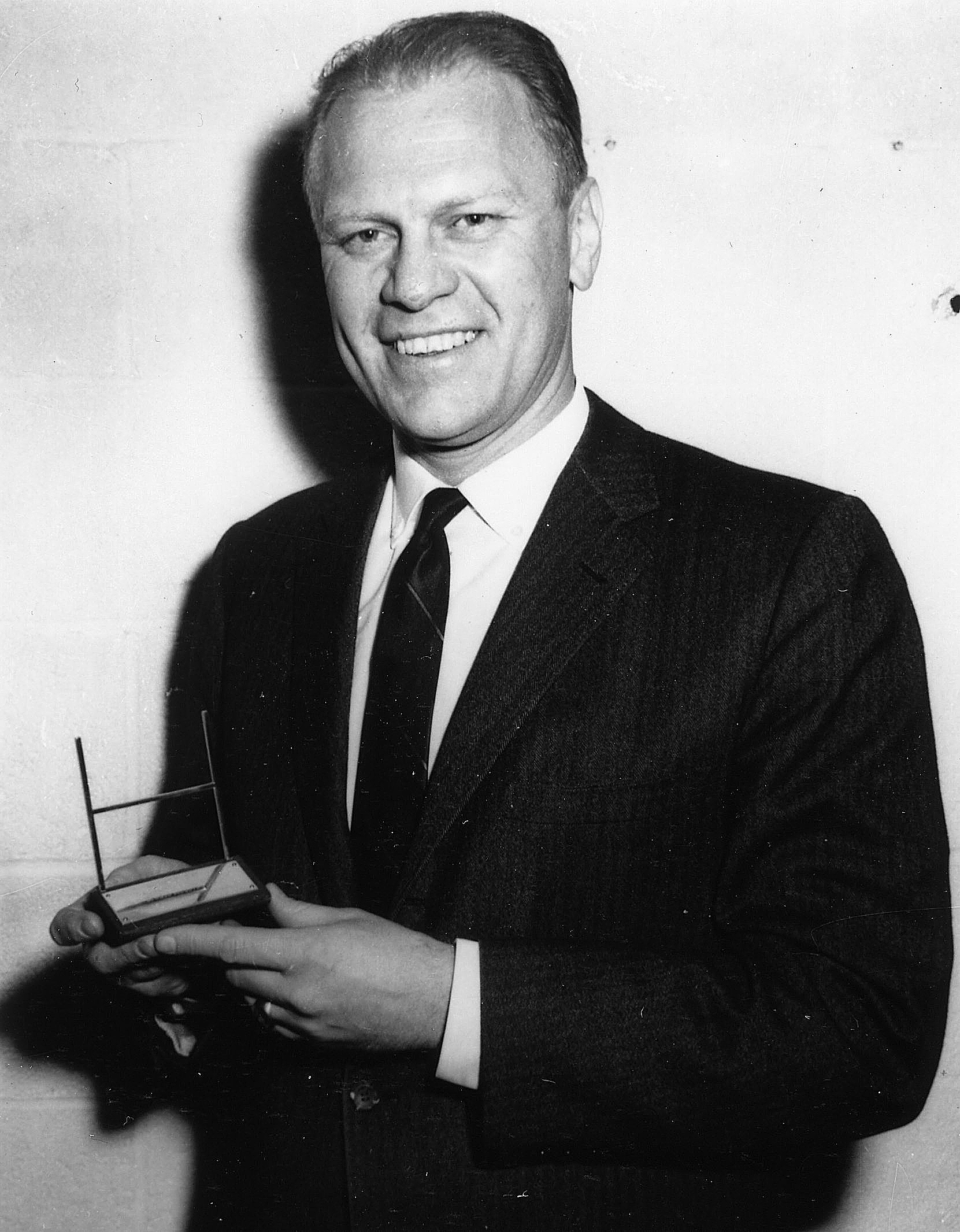
جيرالد فورد
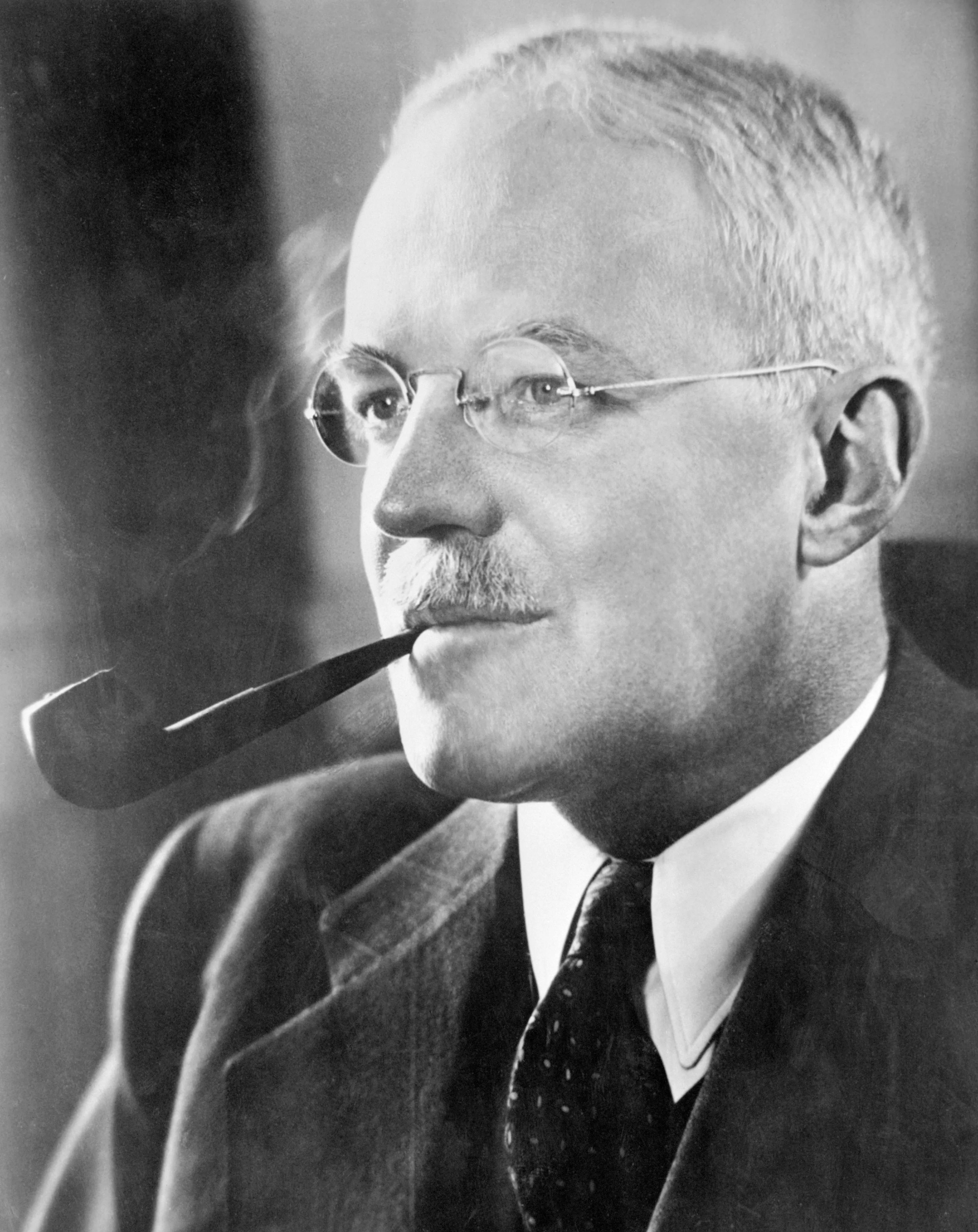
ألن دالس
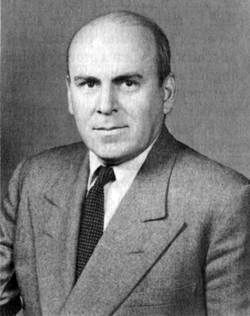
جون ماكلوي

### اللجنة

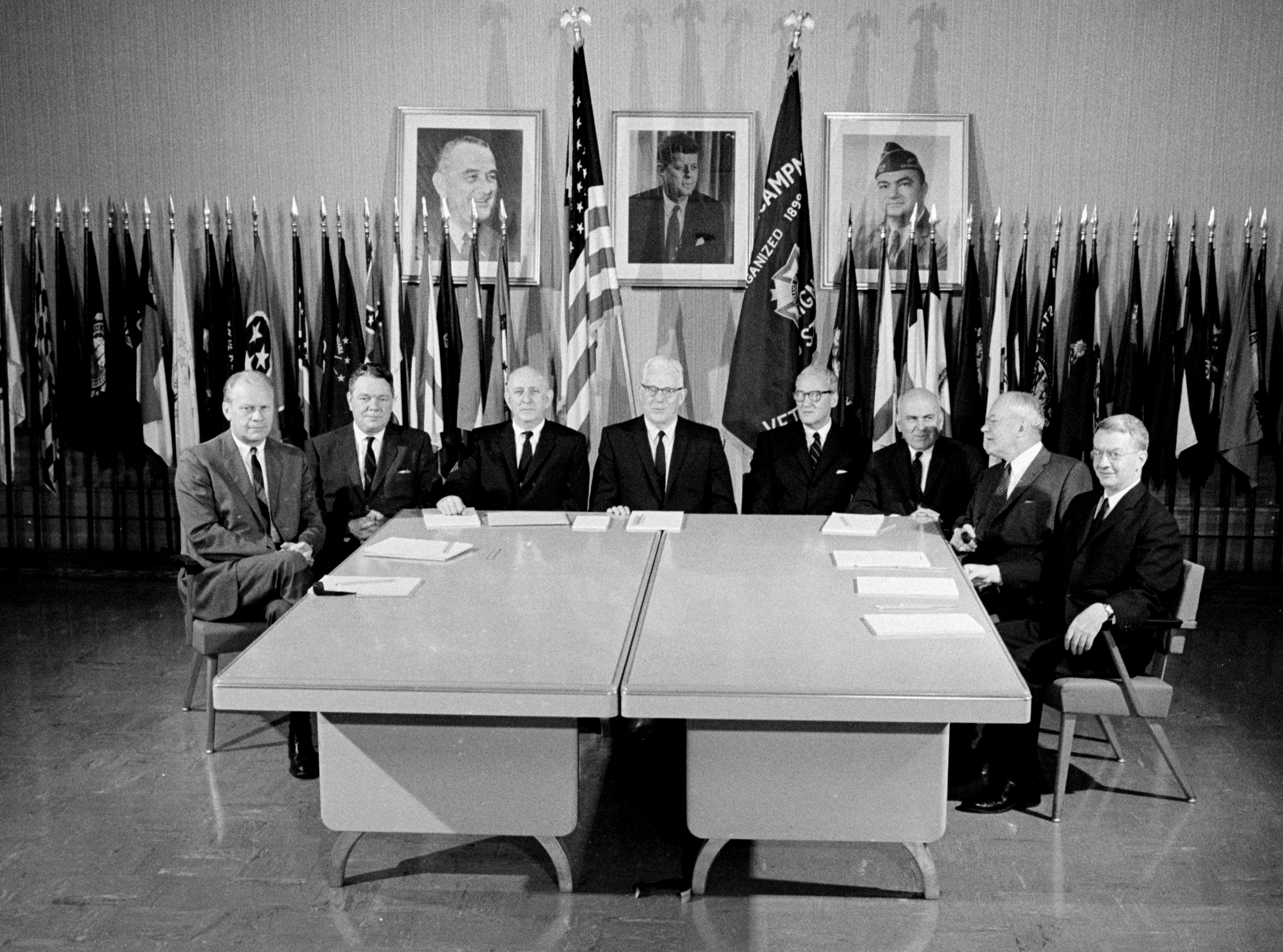
اعضاء لجنة وارنر في 14 اغسطس 1964

- إيرل وارين، رئيس المحكمة العليا للولايات المتحدة (الرئيس) (1891–1974)
- ريتشارد راسيل (ولاية جورجيا), سيناتور (1897–1971)
- جون شيرمان كوبر (R-كنتاكي), سيناتور (1901–1991)
- هيل بوغز (D-لويزيانا), مجلس النواب, صوت الأغلبية في مجلس النواب (1914–1972)
- جيرالد فورد (R-ميشيغان),. ممثل (لاحقا  رئيس الولايات المتحدة ال38), زعيم الأقلية في مجلس النواب (1913–2006)
- ألن دالس, سابق مدير الاستخبارات المركزية ومدير وكالة المخابرات المركزية (1893–1969)
- ماكلوي, الرئيس السابق للبنك الدولي (1895–1989)

### المستشار العام
- جاي لي رانكين (1907–1996)[5]

| مساعدوا المستشار العام | الفريق |
| --- | --- |

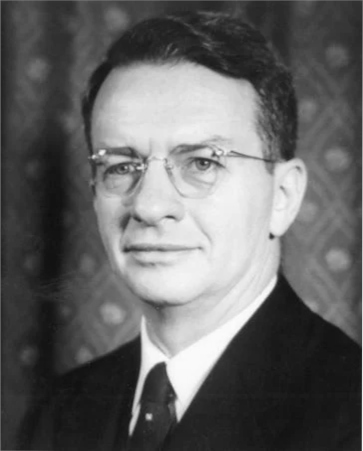
جاي لي رانكين

| - فرانسيس دبليو إتش آدامز [الإنجليزية] (1904–1990) - جوزيف أ. بول (1902-2000) - ديفيد دبليو. بيلين (1928–1999) - وليام تاداوس كولمان، الابن (1920–2017) - ميلفين أ. أيزنبرغ (1934–) - بيرت دبليو جريفين (1932–) - ليون د. هوبرت الابن (1911–1977) - ألبرت إي. جينر جونيور (1907–1988) - ويسلي ج. ليبيلر (1931–2002) - نورمان ريدليتش (1925–2011) - دبليو ديفيد سلاوسون (1931–2023) - ارلين سبكتر (1930–2012) - صموئيل أ. ستيرن (1929–) - هوارد ب. ويلينز (1931–) (الاتصال مع وزير العدل) | - فيليب بارسون (1912–1997) - إدوارد أ. كونروي (1920-1993) - جون هارت إلي (1938-2003) - ألفريد غولدبرغ (1918–2007) - موراي ج. لوليخت (1940–) - آرثر ك. مارمور (1915–1968) - ريتشارد إم موسك (1939–2016) - جون ج. أوبراين (1919–2001) - ستيوارت ر. بولاك (1937–) - ألفريدا سكوبي (1912–2001) - تشارلز ن. شافير جونيور (1932–2015) - لويد ل. وينرب (1936–2021) |